# MY WORLD (aespa迷你專輯)
《MY WORLD》是韓國女子團體aespa的第三張韓語迷你專輯，由SM娛樂製作，於2023年5月8日發行，是繼2022年7月8日《Girls》後，時隔10個月發行的迷你專輯。專輯內共收錄6首歌曲，包含5月2日發行的先行歌曲〈Welcome To My World〉和主打歌曲〈Spicy〉。
《MY WORLD》專輯發行後，隨即在Circle Chart專輯週榜以142萬178張的銷售成績成為該週榜單冠軍，2023年7月6日，韓國音樂內容協會認證該張專輯銷量為2百萬張以上的銷售成績。該專輯成為aespa首張達成2百萬銷量的專輯。

## 概要
2023年3月16日，韓國媒體獨家報導aespa將於5月初回歸，對此SM娛樂回應：「aespa以5月份回歸為目標正在準備中。請各位多多期待。」4月14日，SM娛樂宣佈aespa確定於5月8日回歸。
5月2日下午6點發行先行歌曲〈Welcome To My World〉並透過各大串流媒體公開音源。3日，公開收錄曲〈I'm Unhappy〉Track Video 概念影片。4日，公開收錄曲〈Salty & Sweet〉Track Video 概念影片。5日，公開收錄曲〈Thirsty〉Track Video 概念影片。7日公開主打歌曲〈Spicy〉MV預告。
5月8日下午6點專輯主打歌曲〈Spicy〉MV與全專歌曲同時發佈。

## 製作
《MY WORLD》是aespa世界觀第二季的序幕，專輯主題為aespa從曠野「KWANGYA」回到真實世界「Real World」後，卻發現異常現象「A STRANGE PHENOMENON」。
5月8日，團體於韓國首爾COEX舉行出道以來的首場專輯記者訪談會並於現場演唱新歌。成員於記者會中表示，「上一季主要講述在曠野打敗Black Mamba的故事，該張專輯是aespa回到「Real World」後展開的故事。因為aespa從出道以來為了打敗「Black Mamba」展現戰鬥強悍的形象，此次是回到真實世界的故事，所以這次主要展現屬於成員們青春活潑、自由奔放的魅力。」
成員Karina分享關於主打歌曲〈Spicy〉的幕後，表示「是以前就聽過的歌曲，當時覺得歌曲好聽所以對該歌曲有印象。在籌備專輯過程中覺得該歌曲有著夏天歌曲的感覺同時與專輯概念相符合，所以與公司提議了該歌曲。」成員WINTER進一步表示「aespa先前的歌曲是屬於較為黑暗沈重的敘事意境，此次回歸希望能展現歡樂氣氛享受舞台的氛圍。」
關於先行歌曲〈Welcome To My World〉成員表示「該歌曲原本是虛擬歌手nævis演唱aespa伴唱的音樂作品，但成員們表示由我們演唱表現會更好，故改為nævis伴唱的音樂作品。並表示原先以為nævis是AI呈現的效果可能不太好，但沒想到nævis的合唱跟真實成員一樣很自然地融入歌曲。」
記者會中談及收錄歌曲，成員Karina表示「〈Salty & Sweet〉因為歌曲演唱難度較高，所以在錄音製作過程很辛苦。因為製作成品很好所以是很珍惜的歌曲。」成員Giselle表示「〈Thirsty〉是該張專輯第一首錄製的歌，與aespa先前所展現的歌曲風格不相同在籌備過程感到新鮮的同時也產生大眾是否會接受的心情，幸好歌曲在演唱會公開後反應很好。」成員WINTER表示「〈I'm Unhappy〉歌曲是講述假想、現實的歌詞，由於aespa對於虛擬和現實的模式很熟悉，所以對於歌詞很快就投入其中。並對該歌曲進行多次錄製修改。」
對於大眾們期待的正規專輯，對此成員們表示「其實從很早以前就在籌備正規專輯，目前正在計畫中，在正規專輯內將收錄成員們很珍惜的歌曲，之後還請各位多多期待。」
此外，aespa經紀公司SM娛樂今年提及未來將以多元製作中心（Multi Production Center）和廠牌（Label）3.0經營計畫和公司經營權紛爭導致公司陷入混亂。對此，成員WINTER記者會中表示，「我們當時專注於該如何表演好〈Spicy〉和回歸準備。比起公司的情況我們比較擔心粉絲們會因此感到混亂和誤會。關於製作本部的實施計畫，與其說是否對我們造成影響，應該說組成更加集中aespa的團隊。」

## 發行背景
2022年11月27日，依據韓國媒體報導aespa前往澳洲雪梨拍攝專輯音樂錄影帶和相關影片，於12月1日完成澳洲拍攝行程。2023年4月4日，aespa被韓國媒體於機場內捕捉到出國行程，據悉是前往美國洛杉磯拍攝專輯音樂錄影帶和相關影片，於10日完成洛杉磯拍攝行程。
2023年4月17日，透過官方社群平台公開《MY WORLD》專輯LOGO圖，並於同日開放專輯預購。18日發佈先行歌曲〈Welcome To My World〉INTRO影片。19日，公開成員Karina、Ningning概念照。20日，公開Winter、Giselle概念照。25日，公開成員Giselle、Ningning「A STRANGE PHENOMENON」概念照和「A STRANGE PHENOMENON」概念影片。26日，公開成員Karina、Winter「A STRANGE PHENOMENON」概念照和「A STRANGE PHENOMENON」概念影片。27日，公開「A STRANGE PHENOMENON」團體照。
5月2日，公開先行歌曲〈Welcome To My World〉概念照。3日，公開收錄歌曲〈I'm Unhappy〉概念照。4日，公開收錄歌曲〈Salty & Sweet〉概念照。5日，公開收錄歌曲〈Thirsty〉概念照。6日，公開主打歌曲〈Spicy〉第一波概念照。8日，公開〈Spicy〉第二波概念照。

## 歌曲介紹
- 〈Welcome To My World〉是首另類流行音樂（Alternative Pop）以吉他作為伴奏，後半部以管弦樂為主的歌曲。特別的是，aespa世界觀的協助者「nævis」將以虛擬歌手的身份首度參與歌曲演唱。[35]
- 〈Spicy〉是首以強烈的電音貝斯和活潑動感節奏組成的舞曲，歌詞將展現屬於aespa自由奔放的魅力。[36]
- 〈Salty & Sweet〉是首以電音和貝斯為主的的舞曲，歌詞描寫「Salty跟Sweet如同魔藥般地讓對方陷入。」[37]此外，該歌曲在單獨演唱會先行公開演唱。
- 〈Thirsty〉是首R&B歌曲，歌詞描寫「將對某人渴望的心意逐漸加重，比喻為海浪。」此外，該歌曲在單獨演唱會先行公開演唱。[38]
- 〈I'm Unhappy〉是首簡約音樂的流行歌曲，歌詞描寫「以自嘲的方式表達在社群平台展現的和現實世界的自己完全背道而馳，有著不要在意他人眼光尋找真正的幸福的訊息。」此外，該歌曲在單獨演唱會先行公開演唱。[36]
- 〈'Til We Meet Again〉是首以原聲吉他組成的抒情歌曲，歌詞描寫「即便不在身邊，彼此仍可透過音樂與aespa相互連結。」同時蘊含著aespa對粉絲們的心情。此外，該歌曲在單獨演唱會先行公開演唱。[38]

## 宣傳
2023年2月16日，為了預熱第三張迷你專輯和首次單獨演唱會「SYNK : HYPER LINE」，aespa透過YouTube頻道公開新歌〈Salty & Sweet〉Dance Practice (Short Ver.)舞蹈練習室影片。以韓國首爾為起點舉行首次巡迴演唱會，並於演唱會中搶先公開演唱尚未發行的新歌舞台。
4月24日，發佈〈BREAKING NEWS: A STRANGE PHENOMENON SPOTTED MY WORLD NEWS〉預告影片，影片內仿照新聞採訪模式，專輯日程表則藏在底下的跑馬燈。25日，aespa開設互動式網站，網站內展示不同於正式公開的成員概念照，用戶能以點擊方式觀看專輯動態概念的圖示、收錄歌曲字體和專輯曲目。特別的是，此次回歸發佈的預告不同於以往使用圖片方式直接告知專輯曲目等相關專輯資訊，是以動態圖示的方式告知。
5月8日，下午5點透過官方YouTube和TikTok頻道進行《aespa MY WORLD Countdown Live》紀念回歸直播節目。在回歸首週出演韓國音樂節目，11日《M Countdown》、12日《音樂銀行》、13日《Show! 音樂中心》、14日《人氣歌謠》，表演主打歌曲〈Spicy〉以及收錄歌曲〈Salty & Sweet〉、〈Thirsty〉的演出舞台。

## 商業成績
2023年4月24日，SM娛樂表示《MY WORLD》開放預購一週的時間，專輯預購量達152萬張。5月8日，SM娛樂表示專輯預購量達180萬張，該成績不僅突破自身紀錄亦是歷代韓國女子團體預購量第二名的紀錄。對此，成員WINTER於回歸記者會中表示「在記者會中第一次知道專輯數量達180萬張，首先非常感謝大家對於上張專輯《Girls》的喜愛，這次回歸也有好成績，對此感到很榮幸。為了回報大家的喜愛，aespa會更加努力還請大家多多期待。」
依據韓國Hanteo Chart網站顯示《MY WORLD》專輯在發行首日（5月8日）以137萬2929張的銷售成績成為日榜冠軍，此成績不僅成為aespa出道以來第一次專輯開賣日即銷售百萬亦是創下歷代韓國女子團體首日最高銷售紀錄。發行首週（5月8日至14日）以169萬8784張的銷售成績刷新歷代韓國女子團體首週最高紀錄，不僅突破自身紀錄亦是SM娛樂所屬藝人中銷售最高的紀錄。
在日本，《MY WORLD》以3萬1441張的銷售數字進入Oricon公信榜「每週專輯榜」第3名和「數位音樂專輯榜」第2名，並以總分34,240pt進入「專輯合算週榜」第3名。
2023年7月6日，韓國音樂內容協會認證該張專輯銷量為2百萬張以上的銷售成績。該專輯成為aespa首張達成2百萬銷量的專輯。
2024年3月28日，根據國際唱片業協會報導該張專輯銷量為2.1百萬張的銷售成績。

## 世界觀
第一季
第一季世界觀相關影片敘述，請參閱 Black Mamba、Next Level、Savage、Girls。
1. ep1. Black Mamba－第一集講述人類與「æ」共同生活的世界，遇上破壞者「Black Mamba」產生的「SYNK OUT」事件。[49]
2. ep2. Next Level－第二集則敘述破壞者「Black Mamba」的幻覺能力，透過幻覺能力讓aespa陷入「幻覺」與「真實」的空間裡，同時隱喻了社會對於陌生的事物（æ）會產生反感和疑惑與現代社會對於熱門話題的批判，亦有著在人工智慧進步快速的時代大眾該面對和思考未來如何與「æ」共同存在。[50]
3. ep3. Girls (Don’t you know I’m a Savage?)－在第一季最終回aespa前往破壞者「Black Mamba」存在的空間「KWANGYA」，最終aespa透過「nævis」的協助，聯手砍殺破壞者「Black Mamba」並結束所帶來的「SYNK OUT」事件。為了表現出「KWANGYA」無規則、無定型的特殊空間感，製作團體使用多種的動畫技巧。[51]

2023年2月22日，發佈aespa第一季世界觀《SM Culture Universe ep.3 Girls (Don’t you know I’m a Savage?)》影片，講述為了解決和æ成員無法聯絡引發「SYNK OUT」事件，aespa前往「KWANGYA」與「Black Mamba」展開最終對決的故事。該影片為aespa世界觀第一季最終回。
第二季
解決第一季「SYNK OUT」事件後，身處於真實世界「Real World」的aespa將開啟第二季的全新故事。此前，2月17日，發佈〈2023 aespa 에스파 1st Concert 'SYNK : HYPER LINE' KWANGYA VLOG〉，影片中透露在真實世界「Real World」aespa與æ-aespa互相生活和素未謀面的巨人新角色，預告aespa第二季世界觀的影片。

## 記事
2023年2月16日，因SM娛樂的內部管理層衝突和經營權風波導致aespa原訂於2月20日回歸的計畫被延遲，時任SM娛樂CEO李成秀透過YouTube發佈影片提及aespa延遲回歸的理由為「從去年（2022年）時任製作人李秀滿提倡環保、永續性、並預計在多個國家展開植樹計畫。同時要求在歌曲內加入『Sustainability』等環保歌詞。李秀滿的強硬要求讓A&R等相關製作部門反對，並表示aespa是由獨特的世界觀組成的團體，有著屬於aespa的風格。若強硬在歌曲中加入不合適的歌曲，大眾將無法對歌曲和專輯概念產生共鳴。」由於公司製作部門和製作人李秀滿雙方無法達成共識，時任SM娛樂負責人李成秀、卓永駿決定取消回歸計畫。

## 曲目
| 曲序     | 曲目                              |                                                                    | 作曲                                                                                                | 编曲                               | 时长  |
| -------- | --------------------------------- | ------------------------------------------------------------------ | --------------------------------------------------------------------------------------------------- | ---------------------------------- | ----- |
| 1.       | Welcome To My World（feat.nævis） | Ellie Suh (153/Joombas) 현지원 (Hyun Ji Won) danke (lalala studio) | Mich Hansen （ 英语 ： Cutfather） Jacob Uchorczak Celine Svanbäck Patrizia Helander                         | Cutfather & Ubizz                  | 3:26  |
| 2.       | Spicy                             | 방혜현 (Bang Hye Hyeon)                                            | Ludvig Evers Jonatan Gusmark 김연서 (Emily Yeonseo Kim) Moa "Cazzi Opeia" Carlebecker （ 英语 ： Cazzi Opeia） | Moonshine JINBYJIN                 | 3:17  |
| 3.       | Salty & Sweet                     | 방혜현 (Bang Hye Hyeon)                                            | Anne Judith Wik Moa "Cazzi Opeia" Carlebecker （ 英语 ： Cazzi Opeia） JINBYJIN                                | JINBYJIN                           | 3:21  |
| 4.       | Thirsty                           | 김보은 (Kim Bo Eun)                                                | Geek Boy Al Swettenham Kyler Niko Paulina ”PAU” Cerrilla                                            | Geek Boy Al Swettenham             | 3:13  |
| 5.       | I'm Unhappy                       | 이스란 (Lee seuran)                                                | Barry Cohen Sophie Hintze Ally Ahern                                                                | Gingerbread                        | 3:25  |
| 6.       | 'Til We Meet Again                | 최재연 (Jamfactory)                                                | Jake K (ARTiffect) Maria Marcus Andreas Öberg  MCK (ARTiffect)                         | Jake K (ARTiffect) MCK (ARTiffect) | 3:38  |
| 总时长： | 总时长：                          | 总时长：                                                           | 总时长：                                                                                            | 总时长：                           | 20:20 |

## 製作團隊
該張專輯為SM娛樂首次採用「多元製作中心（Multi Production Center）」所製作的音樂作品。
名單來源：專輯內頁
- 製作部門 – Production 1 Center
- 製作 & 經紀執行者 – WoocheolJo（조우철） / 최성우

| 〈Welcome To My World〉製作人員 - 演唱指導 – Kriz - 背景人聲 – Kriz / aespa - 弦樂編寫 - goldbranch - 弦樂製作統籌 - goldbranch / Moon JungJae（문정재） - 弦樂演奏 - SM Classics TOWN Orchestra - 鋼琴 - Moon JungJae（문정재） - 弦樂工程師 - 이종한 (Lee Jong Han) / goldbranch - 錄音師 - 노민지 (No Min Ji) @ SM Yellow Tail Studio / 정기홍 (Jeong Gi Hong) / 최다인 (Choi Da In) / 이찬미 (Lee Chan Mi) @ 서울스투디오 (Seoul Studio) - 數位編輯 - 정유라 (Jeong Yoo Ra) @ SM Starlight Studio / 노민지 (No Min Ji) @ SM Yellow Tail Studio / 장우영 - 混音 - 남궁진 (Nam Koong Jin) @ SM Concert Hall Studio | 〈Spicy〉製作人員 - 演唱指導 – 김연서 (Emily Yeonseo Kim) - 背景人聲 – aespa / 김연서 (Emily Yeonseo Kim) / Moa "Cazzi Opeia" Carlebecker - 合成器 - Moonshine & JINBYJIN - 電吉他 - JINBYJIN - 音訊工程師 - Moonshine & JINBYJIN - 錄音師 - 이민규 (Lee Min Gyu) @ SM Big Shot Studio / 정유라 (Jeong Yoo Ra) @ SM Starlight Studio - 混音 - 김철순 (Kim Cheol Sun) @ SM Blue Ocean Studio |

| 〈Salty & Sweet〉製作人員 - 演唱指導 – JINBYJIN - 背景人聲 – aespa - 錄音師 - 노민지 (No Min Ji) @ SM Yellow Tail Studio / 장우영 @ doobdoob Studio - 混音師 - 이민규 (Lee Min Gyu) @ SM Big Shot Studio - 混音 – 정의석 (Jung Eui seok) @ SM Blue Cup Studio | 〈Thirsty〉製作人員 - 演唱指導 – 김연서 (Emily Yeonseo Kim) - 背景人聲 – aespa / 김연서 (Emily Yeonseo Kim) - 錄音師 - 이지홍 (Lee Ji Hong) @ SM LVYIN Studio / 김광민 (Kim Kwang Min) @ 개나리싸운드 - 數位編輯 & 混音師 – 이지홍 (Lee Ji Hong) @ SM LVYIN Studio - 混音 – 김철순 (Kim Cheol Sun) @ SM Blue Ocean Studio |

| 〈I'm Unhappy〉製作人員 - 演唱指導 – Kenzie - 背景人聲 – aespa / Sophie Hintze / Ally Ahern - 錄音師 & 數位編輯 - 정유라 (Jeong Yoo Ra) @ SM Starlight Studio / 노민지 (No Min Ji) @ SM Yellow Tail Studio - 混音 – 정유라 (Jeong Yoo Ra) @ SM Starlight Studio | 〈'Til We Meet Again〉製作人員 - 演唱指導 – Jake K (ARTiffect) - 背景人聲 – aespa / 권애진 (Kwon Ae Jin) / Maria Marcus - 貝斯演奏 – Jake K - 吉他演奏 – Jake K / MCK / 김광훈 (Kim Kwang Hoon) - 鋼琴 & 合成器 & 鼓聲演奏 - Jake K / MCK - 弦樂編成 & 指導 - 박인영 (Park In Young) - 弦樂演奏 - 원 스트링 (One String) - 錄音師 - 온성윤 (On Seong Yoon) @ Sound Pool Studio / 장우영 @ doobdoob Studio / 오성근(Oh Seong Geun) (assist.주예찬 (Joo Ye Chan)@ Studio-T - 數位編輯 & 混音師 – 강은지 (Kang Eun Ji) @ SM SSAM Studio - 混音 – 남궁진 (Nam Koong Jin) @ SM Concert Hall Studio |

| 母帶後期處理 - 권남우 (Kwon Nam Woo) @ 821 Sound Mastering |

| Track Video 製作團隊 - Track Video 影片統籌 - 김기현 (Kihyun Kim) / 주한솔 (Hansol Joo) - 〈I'm Unhappy〉導演 - byul yun Studio - 〈Thirsty〉導演 - jinooya makes - 〈Salty & Sweet〉導演 - Lafic Kim | 舞蹈製作團隊 - 編舞家 - Spicy - Kiel Tutin / Kyle Hanagami / bailey sok / 김기현 / 한하은(REDLIC) - Salty & Sweet - 박다솜(bengal) - Thirsty – 원유진(onlyoneyoujin) |

## 榜單成績
| 《MY WORLD》週榜單（2023年）    | 最高排名 |
| ------------------------------- | -------- |
| 韓國（Circle Chart專輯週榜）    | 1        |
| 日本（Oricon公信榜專輯合算榜）  | 3        |
| 日本（Oricon數位專輯榜）        | 2        |
| 日本（Oricon每週專輯榜）        | 3        |
| 日本（日本告示牌熱門專輯榜）    | 3        |
| 台灣（五大唱片日韓專輯榜）      | 2        |
| 台灣（KKBOX韓語專輯週榜）       | 3        |
| 美國（告示牌二百大專輯榜）      | 9        |
| 美國（告示牌專輯暢銷榜）        | 1        |
| 美國（告示牌新歌專輯暢銷榜）    | 1        |
| 美國（告示牌Tastemaker Albums） | 1        |
| 美國（告示牌世界音樂專輯榜）    | 1        |

| 《MY WORLD》月榜單（2023年）   | 最高排名 |
| ------------------------------ | -------- |
| 韓國（Circle Chart專輯榜）     | 1        |
| 日本（Oricon公信榜每月專輯榜） | 7        |

| 《MY WORLD》年榜單（2023年） | 最高排名 |
| ---------------------------- | -------- |
| 韓國（Circle Chart專輯榜）   | 9        |

## 獲獎與提名
| 年份   | 屆數   | 頒獎典禮                  | 獎項                 | 提名項目 | 結果 | 來源   |
| ------ | ------ | ------------------------- | -------------------- | -------- | ---- | ------ |
| 2023年 | 第25屆 | 2023年MAMA大獎            | 年度專輯             | MY WORLD | 提名 | [ 75 ] |
| 2023年 | 第15屆 | 2023年甜瓜音樂獎          | 年度專輯             | MY WORLD | 提名 | [ 76 ] |
| 2024年 | 第38屆 | 金唱片獎                  | 唱片部門－本賞       | MY WORLD | 提名 | [ 77 ] |
| 2024年 | 第13屆 | Circle Chart Music Awards | 專輯部門－年度歌手獎 | MY WORLD | 提名 | [ 78 ] |

## 銷售及認證
| 國家 | 排行榜       | 銷量            | 銷量      | 來源   |
| ---- | ------------ | --------------- | --------- | ------ |
| 韓國 | Circle Chart | 2023            | 2,050,530 | [ 74 ] |
| 韓國 | Circle Chart | 2024            | 5,801     | [ 79 ] |
| 韓國 | Circle Chart | 2025            | 4,650     | [ 80 ] |
| 韓國 | Circle Chart | MY WORLD (SMC)  |           |        |
| 韓國 | Circle Chart | 2023            | 79,304    | [ 81 ] |
| 韓國 | Circle Chart | 總計：2,140,285 |           |        |

| 國家 | 排行榜       | 銷量 | 銷量      | 來源   |
| ---- | ------------ | ---- | --------- | ------ |
| 韓國 | Hanteo Chart | 2023 | 1,889,400 | [ 82 ] |

| 國家 | 排行榜       | 銷量 | 銷量    | 來源          |
| ---- | ------------ | ---- | ------- | ------------- |
| 日本 | Oricon公信榜 | 2023 | 52,711+ | [ 73 ] [ 83 ] |
| 日本 | 日本告示牌   | 2023 | 47,193+ | [ 84 ]        |

| 國家 | 排行榜 | 銷量    | 來源   |
| 美國 | 告示牌 | 40,000+ | [ 85 ] |

| 地區                                  | 认证    | 认证单位/销量 |
| ------------------------------------- | ------- | ------------- |
| 韓國（韓國音樂內容協會）              | 2× 百万 | 2,000,000^    |
| 總計                                  |         |               |
| 全球(國際唱片業協會)                  | —       | 2,100,000     |
| *僅含認證的實際銷量 ^僅含認證的出貨量 |         |               |

## 發行歷史
| 發行地區 | 發行日期      | 發行形式          | 廠牌                      |
| -------- | ------------- | ----------------- | ------------------------- |
| 全球     | 2023年5月8日  | 數位下載 串流媒體 | SM娛樂 Kakao娛樂 華納唱片 |
|          | 2023年5月8日  | CD                | SM娛樂 Kakao娛樂          |
| 日本     | 2023年5月13日 | CD                | SM娛樂 Kakao娛樂          |
| 美国     | 2023年6月30日 | CD                | SM娛樂 華納唱片           |